# Kastamonu Spor Kulübü
El Kastamonu Spor es un club de fútbol turco de la ciudad de Kastamonu que juega en la TFF Segunda División, la tercera categoría de fútbol en el país. 

## Historia
Comenzaron a jugar en segunda división en la temporada 1967/68, pero la siguiente temporada fueron relegados. Fueron relegados al nivel de aficionados en la temporada 1976/77. Su regreso al fútbol profesional fue en la temporada 1984, y desde entonces compite en el tercer nivel. El equipo entró en el play-off en la temporada 2007/08, pero perdió ante el Darıca Gençlerbirliği y no pudo llegar a la segunda división. Compitió en el cuarto grupo de la Tercera Liga TFF en la temporada 2008/09.
- Datos: Q264095